# Попутний вітер (фільм, 1973)
«Попутний вітер» («Větrné moře») — радянсько-чехословацький художній фільм 1973 року, знятий режисером Ельдаром Кулієвим на кіностудіях «Азербайджанфільм» і «Баррандов».

## Сюжет
Про боротьбу комуніста та професійного революціонера, чеха Івана Вацека, за перемогу та зміцнення влади Рад в Азербайджані. Час дії — 1918 рік.

## У ролях
- Алоїс Швеглік — Ян (дублював Ю. Боголюбов)
- Гасан Мамедов — Алібаба (дублював О. Бєлявський)
- Гасанага Турабов — Бічерахов (дублював В. Балашов)
- Йозеф Лангмілер — Рошер (дублював Л. Поляков)
- Радован Лукавський — Сміт (дублював Ю. Леонідов)
- Гліб Стриженов — Туманов
- Геннадій Юдін — Петров
- Аладдін Аббасов — Амірасланов (дублював Ф. Яворський)
- Яна Гирова — Марія (дублювала В. Духіна)
- Гаджимурад Ягізаров — князь Талибов (дублював Р. Хомятов)
- Амалія Панахова — Хадіджа (дублювала Н. Головіна)
- Йозеф Шебек — Едуард (дублював А. Сафонов)
- Садик Гасанзаде — роль другого плану
- Ісмаїл Османли — Гаїбов (дублював К. Тиртов)
- Микола Бармін — Федір
- Вадим Грачов — Савельєв
- Зденек Скаліцький — роль другого плану
- Мирослав Крейча — роль другого плану
- Мухтар Манієв — епізод
- Юсиф Велієв — епізод
- Карел Шебеста — епізод

## Знімальна група
- Режисер — Ельдар Кулієв
- Сценаристи — Іржи Марек, Юсіф Самедоглу, Людвік Томан
- Оператор — Йозеф Іллік
- Композитор — Полад Бюльбюльогли
- Художники — Кяміль Наджафзаде, Богуміл Покорни